# Manifesto de Sandhurst

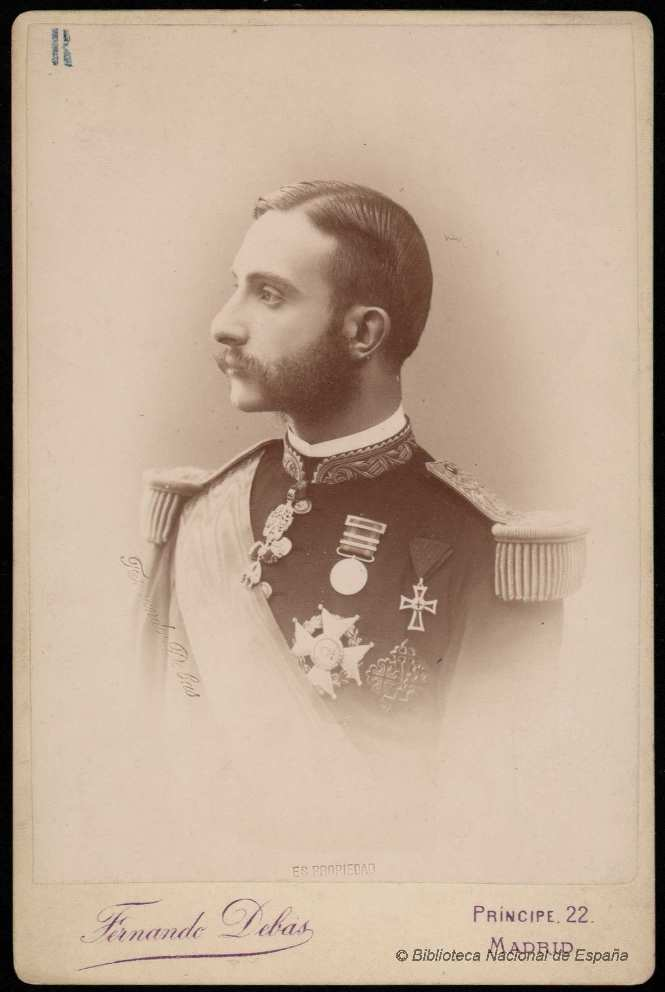
Fotografia do jovem rei Afonso XII

O Manifiesto de Sandhurst foi um manifesto de caráter político, assinado a  1 de dezembro de 1874 pelo, então, príncipe Alfonso de Bourbon (futuro rei Afonso XII da Espanha), enquanto se encontrava no exílio. No documento  mostrava a sua disposição para se tornar  rei, bem como a sua defensa de uma monarquia parlamentar.
 

## Antecedentes históricos
O príncipe Afonso era filho da rainha Isabel II da Espanha e cumprira 17 anos a 28 de novembro de 1874. Encontrava-se  exilado após a Revolução de 1868 que destronara a sua mãe. Estudara em vários países e terminou a sua formação na Academia Militar britânica de Sandhurst. 
 
Na Espanha, após a revolução de 1868, sucederam-se diferentes regimes num período conhecido como Sexênio Democrático. Em 1874 caíra a Primeira República, após o golpe do general Pavía e o poder encontrava-se nas mãos do general Serrano. 
 
Antonio Cánovas del Castillo colaborara na redação do Manifesto de Manzanares (1854) e ocupara vários cargos com os governos da União Liberal. Durante o Sexênio Democrático, criou o Partido Alfonsino, e a partir de 1873 passou a dirigir o retorno dos Bourbons, tornando-se artífice da Restauração bourbônica na Espanha

## O manifesto
Foi assinado pelo príncipe a 1 de dezembro de 1874, enquanto realizava os seus estudos na academia militar de Sandhurst, na Inglaterra. O manifesto redigiu-se formalmente com o pretexto de contestar às felicitações recebidas ao cumprir 17 anos, que significava a maioria de idade. O documento foi idealizado e elaborado por Antonio Cánovas del Castillo e no mesmo fez-se conhecer o novo sistema político que se queria implantar, uma monarquia constitucional, ou seja, um novo regime monárquico de tipo conservador e católico que defendia a ordem social mas que garantia o funcionamento do sistema político liberal.
O manifesto acabava proclamando as essências fundamentais que regeriam o seu reinado:
| “ | …nem pararei de ser bom espanhol nem, como todos os meus antepassados, bom católico, nem, como homem do século, verdadeiramente liberal. | ” |

O manifesto foi publicado pela imprensa espanhola a 27 de dezembro. Dois dias depois, a 29 de dezembro, o general Martínez Campos realizou um levantamento militar em Sagunto, proclamando Afonso como rei de Espanha. O levantamento não encontrou grande oposição no país. Cánovas del Castillo depressa assumiu o ministério-regência à espera do rei.